# Вежхляс (Західнопоморське воєводство)
Вежхляс (пол. Wierzchlas) — село в Польщі, у гміні Мешковиці Грифінського повіту Західнопоморського воєводства.
Населення — 112 осіб (2011).

## Демографія
Демографічна структура станом на 31 березня 2011 року:
|          | Загалом | Допрацездатний вік | Працездатний вік | Постпрацездатний вік |
| -------- | ------- | ------------------ | ---------------- | -------------------- |
| Чоловіки | 58      | 11                 | 42               | 5                    |
| Жінки    | 54      | 15                 | 29               | 10                   |
| Разом    | 112     | 26                 | 71               | 15                   |